# ساوتیز
ساوتیز (به انگلیسی: Southease) یک روستا و محله مدنی در بریتانیا است که در Lewes واقع شده‌است. ساوتیز ۱۱٫۲۶ کیلومتر مربع مساحت و ۵۰۲ نفر جمعیت دارد.